# Documento único
Documento único es el primer EP de la banda de hard rock La Renga.
El álbum fue realizado en formato mini-CD.
Fue vendido en el recital dado en el estadio de River el 30 de noviembre de 2002.

## Portada
La portada tiene la forma, el color y la textura de un Documento Nacional de Identidad (DNI).
En la parte superior dice REPÚBLICA ARGENTINA. Inmediatamente debajo: 30/11/2002.
En el centro, donde en el DNI se encuentra el Escudo de Argentina, el primer plano de un león, con laureles a los lados, enlazados por la parte inferior, y el sol en la parte superior.
Debajo, la inscripción A LOS MISMOS DE SIEMPRE.
En la parte inferior, finalmente, en grande se lee DOCUMENTO ÚNICO.
El mini-CD, tiene la misma textura que la portada.
Posee una impresión de una huella digital a un lado.
Arriba, con una inclinación de treinta grados, una especie de sello anuncia EDICIÓN LIMITADA.
En la parte inferior, la lista de temas.

## Lista de canciones
- Todos las canciones compuestas por Gustavo F. "Chizzo" Napoli.

| N.º | Título                              | Duración |  |
| 1.  | «Dementes en el espacio»            | 3:22     |  |
| 2.  | «Detonador de sueños»               | 2:11     |  |
| 3.  | «Hielasangre» (con Lihuel Iglesias) | 4:13     |  |

## Músicos
La Renga
- Chizzo: Voz y guitarra
- Tete: Bajo
- Tanque: Batería
- Chiflo: Saxofón y trompeta
- Manu: Saxofón y armónica

Invitados
- Lihuel Iglesias: Voz (en "Hielasangre")